# Sul Goiano
Sul Goiano is een van de vijf mesoregio's van de Braziliaanse deelstaat Goiás. Zij grenst aan de deelstaten Minas Gerais in het oosten en zuiden, Mato Grosso do Sul in het zuidwesten en Mato Grosso in het westen en de mesoregio's Noroeste Goiano in het noordwesten, Centro Goiano in het noorden en Leste Goiano in het noordoosten. De mesoregio heeft een oppervlakte van ca. 131.579 km². Midden 2004 werd het inwoneraantal geschat op 1.133.346.
Zes microregio's behoren tot deze mesoregio:
- Catalão
- Meia Ponte
- Pires do Rio
- Quirinópolis
- Sudoeste de Goiás
- Vale do Rio dos Bois

Mesoregio's: Centro Goiano · Leste Goiano · Noroeste Goiano · Norte Goiano · Sul Goiano

Microregio's: Anápolis · Anicuns · Aragarças · Catalão · Ceres · Chapada dos Veadeiros · Entorno de Brasília · Goiânia · Iporá · Meia Ponte · Pires do Rio · Porangatu · Quirinópolis · Rio Vermelho · São Miguel do Araguaia · Sudoeste de Goiás · Vale do Rio dos Bois · Vão do Paranã